# 208
Évszázadok: 2. század – 3. század – 4. század
Évtizedek: 150-es évek – 160-as évek – 170-es évek – 180-as évek – 190-es évek – 200-as évek – 210-es évek – 220-as évek – 230-as évek – 240-es évek – 250-es évek
Évek: 203 – 204 – 205 – 206 –  207 – 208 – 209 – 210 – 211 – 212 – 213

## Események

### Római Birodalom
- Septimius Severus császár fiait, Caracallát és Getát választják consulnak.
- Septimius Severus hadjáratot indít Britanniában Caledonia meghódítására. Megerősíti Hadrianus falát, majd előrenyomul Antoninus faláig. A következő két évben benyomul a piktek és a kaledónok földjére, újjáépíti az Agricola által száz évvel ezelőtt emelt erődöket. A barbárok nem vállalnak nyílt csatát, gerillataktikával apasztják a római katonák számát.
- Septimius Severus két részre osztja Britannia provinciát: Britannia Superiorra Londinium központtal és Britannia Inferiorra, melynek Eburacum a székhelye.

### Kína
- Szun Csüan hadúr legyőzi és megöli apja gyilkosát, a Liu Piao hadúr szolgálatában álló Huang Cut és elfoglalja Csianghszia tartományt.
- Az Észak-Kínát teljesen meghódító Cao Cao délnek fordul, hogy saját zászlaja alatt egyesítse a birodalmat. Első célpontja Liu Piao és az első jelentős csatában nagy győzelmet arat, Liu Piao örököse, Liu Cung pedig megadja magát neki.
- Liu Piao megbetegszik és meghal. Kiskirályságának vezetését hadvezére, Liu Pej (Cao Cao volt hűbérese, aki szembefordult a hadúrral) veszi át és szövetkezik keleti szomszédjával, Szun Csüannal.
- Cao Cao előrenyomuló seregét a két szövetséges a Jangcén való átkelése közben a vörös sziklák csatájában (a világ egyik legnagyobb folyami ütközetében) megfutamítja. Cao Cao a későbbiekben már nem képes hasonló nagyságú flottát építeni és a birodalom három részre való osztottsága majdnem száz évig fennmarad.

### Pártus Birodalom
- Meghal V. Vologaészész. Utóda fia, VI. Vologaészész.
- A pártusoktól függetlenedő Perszisz királya, Papak meghal. Utóda fia, Sápur, ám annak öccse, Ardasír (a Szászánida dinasztia alapítója) fellázad ellene.

## Születések
- szeptember 14. – Diadumenianus, római császár
- október 1. – Severus Alexander római császár († 235)

## Halálozások
- V. Vologaészész, pártus király
- Liu Piao, kínai hadúr

## Fordítás
- Ez a szócikk részben vagy egészben  a(z)   208 című angol Wikipédia-szócikk ezen változatának fordításán alapul.  Az eredeti cikk szerkesztőit annak laptörténete sorolja fel. Ez a jelzés csupán a megfogalmazás eredetét és a szerzői jogokat jelzi, nem szolgál a cikkben szereplő információk forrásmegjelöléseként.